# Parafia św. Andrzeja Apostoła w Łęczycy
Parafia św. Andrzeja Apostoła w Łęczycy – parafia rzymskokatolicka należąca do dekanatu Łęczyca w diecezji łowickiej. Od 2009 roku proboszczem parafii jest ks. kan. Sławomir Sobierajski.
Erygowana w 1131 roku.

## Zasięg parafii
Do parafii należą wierni większej części Łęczycy oraz następujących miejscowości: Borki, Dzierzbiętów Duży, Dzierzbiętów Mały, Konary, Leszcze, Lubień, Sierpów, Topola Katowa, Wilczkowice Dolne, Wilczkowice Górne, Wilczkowice nad Szosą i Wilczkowice Średnie.